# 1696 Nurmela
1696 Nurmela este un asteroid din centura principală, descoperit pe 18 martie 1939, de Yrjö Väisälä.